# Quan chế nhà Minh
Quan chế nhà Minh liệt kê chức vụ chính thức trong triều đại nhà Minh, không đầy đủ. 

## Tước hiệu

### Ngoại thích
- Công
- Hầu
- Bá
- Quận công
- Quận hầu
- Quận bá
- Huyện tử
- Huyện nam

### Hoàng thân
Theo Minh chế, con trưởng của Vương là Thế tử (世子), cháu trưởng là Thế tôn (世孙). Con trai khác phong Quận vương, con trưởng quận vương là Trưởng tử. Minh Thành Tổ ban đầu được phong Yên vương (燕王), con trưởng của ông, Chu Cao Xí (tức Minh Nhân Tông) phong là Yên thế tử (燕世子), còn con trai thứ, Chu Cao Hú phong làm Cao Dương quận vương. 
Dưới nữa là Trấn Quốc tướng quân, Phụng Quốc tướng quân,...
Ngoài ra, quận vương được truy phong cho công thần. Ví như Từ Đạt được truy tặng tước vị Trung Sơn quận vương, Thường Ngộ Xuân được truy làm Khai Bình quận vương

## Phụ giúp trong cung

### Tông Nhân Phủ
Tông Nhân phủ cơ quan được thành lập vào năm Hồng Vũ thứ 3 (1370) bởi Minh Thái Tổ với tên gọi Đại Tông Chính viện [大宗正院]. Sang năm Hồng Vũ thứ 22 (1389), chính thức đổi tên thành [Tông Nhân phủ]. Đây là nơi phụ trách quản lý danh sách tông tộc chín đời của Hoàng đế nhà Minh, đúng hạn bổ sung ghi chép phổ hệ của Đế vương, ghi chép trai gái đích thứ trong gia đình các tông thất, danh xưng phong hiệu, tự chức tập vị, năm sinh mất, việc cưới gả, an táng, ... tất cả mọi việc liên quan. Phàm là tông thất có việc thỉnh cầu, đều do Tông nhân phủ trình báo lên Hoàng đế, lại tiến cử hiền tài, ghi chép thành công thất bại đều do Tông nhân phủ ghi chép. 
Cơ quan này dựa trên cơ sở các cơ quan trước đó như Tông Chính tự (宗正寺) của nhà Đường và Thái Tông Chính viện (太宗正院) của nhà Nguyên. Dưới triều đại nhà Minh, ban đầu Phủ được đứng đầu bởi một Thân vương, về sau thì do đại thần họ ngoại có công lao kiêm quản rồi cuối cùng chịu sự quản lý của bộ Lễ. Chức vị trong Tông Nhân phủ thời nhà Minh có:
| Danh xưng / Chức vị | Số lượng | Phẩm hàm        | Ghi chú                    |
| ------------------- | -------- | --------------- | -------------------------- |
| Tông Nhân lệnh      | 1        | Chính nhất phẩm | Tông Nhân phủ              |
| Tả Tông chính       | 1        | Chính nhất phẩm | Tông Nhân phủ              |
| Hữu Tông chính      | 1        | Chính nhất phẩm | Tông Nhân phủ              |
| Tả Tông nhân        | 1        | Chính nhất phẩm | Tông Nhân phủ              |
| Hữu Tông nhân       | 1        | Chính nhất phẩm | Tông Nhân phủ              |
| Kinh lịch           | 1        | Chính ngũ phẩm  | Tông Nhân phủ kinh lịch ty |

### Tam công
Tam công, tức danh xưng bao gồm ba chức vị Thái sư, Thái phó và Thái bảo thời Minh, hàm Chính nhất phẩm; phụ trách phụ giúp Hoàng đế xử lý những quốc sự quan trọng, địa vị cực cao. Năm Hồng Vũ thứ 3 (1370), Minh Thái Tổ Chu Nguyên Chương phong Lý Thiện Trường làm Thái sư, Từ Đạt làm Thái phó, Thường Ngộ Xuân làm Thái bảo. Đến thời Kiến Văn, Tam công bị hủy bỏ. Thẳng đến năm Vĩnh Lạc thứ 20 (1422), Minh Thành Tổ Chu Đệ cho khôi phục Tam công nhưng không còn là chức quan thực thụ. Năm Tuyên Đức thứ 3, Minh Tuyên Tông phong Anh Quốc công Trương Phụ làm Thái sư, Kiềm Quốc công Mộc Thạnh làm Thái phó, Trần Mậu làm Thái bảo, lúc bấy giờ, Tam công là chức quan có thực quyền. Tuy nhiên từ sau thời Tuyên Đức, Chính Thống, Tam công trở thành chức suông, làm hàm ban tặng cho các văn võ đại thần có công.
| Danh xưng / Chức vị | Số lượng           | Phẩm hàm        |
| ------------------- | ------------------ | --------------- |
| Thái sư             | 1 / Không giới hạn | Chính nhất phẩm |
| Thái phó            | 1 / Không giới hạn | Chính nhất phẩm |
| Thái bảo            | 1 / Không giới hạn | Chính nhất phẩm |

### Tam cô
Tam cô, hay Tam thiếu, là danh xưng chung của Thiếu sư, Thiếu phó và Thiếu bảo của nhà Minh, Tòng nhất phẩm; phụ trách phụ giúp Hoàng đế xử lý những quốc sự quan trọng, chức vụ quan trọng. Năm Hồng Vũ thứ 3 (1370), Minh Thải Tổ Chu Nguyên Chương thiết lập Thiếu sư, Thiếu phó và Thiếu bảo nhưng chưa định phong ai. Đến thời Kiến Văn, Tam cô bị hủy bỏ. Thẳng đến năm Vĩnh Lạc thứ 20 (1422), Minh Thành Tổ Chu Đệ cho khôi phục Tam cô nhưng không còn là chức quan thực thụ. Năm Tuyên Đức thứ 3, Minh Tuyên Tông phong Kiển Nghĩa làm Thiếu sư, Dương Sĩ Kỳ làm Thiếu phó, Hạ Nguyên Cát làm Thiếu bảo, Tam cô là chức quan có thực quyền. Tuy nhiên từ sau thời Tuyên Đức, Chính Thống, Tam cô trở thành chức suông, làm hàm ban tặng cho các văn võ đại thần có công.
| Danh xưng / Chức vị | Số lượng           | Phẩm hàm       |
| ------------------- | ------------------ | -------------- |
| Thiếu sư            | 1 / Không giới hạn | Tòng nhất phẩm |
| Thiếu phó           | 1 / Không giới hạn | Tòng nhất phẩm |
| Thiếu bảo           | 1 / Không giới hạn | Tòng nhất phẩm |

### Phụ giúp Thái tử
Minh triều Thái tử Tam sư, chính là danh xưng chung của Thái tử Thái sư, Thái tử Thái phó và Thái tử Thái bảo thời nhà Minh, Tòng nhất phẩm. Ban đầu, những người đảm nhậm những vị trí này chịu trách nhiệm dạy dỗ cho Thái tử, là phụ thần của Đông cung, về sau đều trở thành chức suông. Năm Hồng Vũ thứ 1 (1368), bởi vì Minh Thái Tổ Chu Nguyên Chương thường xuyên phải thân chinh, cân nhắc lúc Thái tử giám quốc, tái thiết chế độ quan viên, sẽ xảy ra hiềm khích, liền lệnh cho mệnh thần triều đình chiếu cố mọi việc trong Đông cung, nhưng chưa có chức vụ Thái tử Tam sư.
| Danh xưng / Chức vị | Số lượng       | Phẩm hàm       |
| Thái tử Tam sư      | Thái tử Tam sư | Thái tử Tam sư |
| ------------------- | -------------- | -------------- |
| Thái tử Thái sư     | Không giới hạn | Tòng nhất phẩm |
| Thái tử Thái phó    | Không giới hạn | Tòng nhất phẩm |
| Thái tử Thái bảo    | Không giới hạn | Tòng nhất phẩm |
| Thái tử Tam thiếu   |                |                |
| Thái tử Thiếu sư    | Không giới hạn | Chính nhị phẩm |
| Thái tử Thiếu phó   | Không giới hạn | Chính nhị phẩm |
| Thái tử Thiếu bảo   | Không giới hạn | Chính nhị phẩm |

### Chiêm sự phủ
| Danh xưng / Chức vị          | Số lượng     | Phẩm hàm       | Ghi chú                   |
| Chiêm sự phủ                 | Chiêm sự phủ | Chiêm sự phủ   | Chiêm sự phủ              |
| ---------------------------- | ------------ | -------------- | ------------------------- |
| Chiêm sự                     | 1            | Chính tam phẩm |                           |
| Thiếu chiêm sự               | 2            | Chính tứ phẩm  |                           |
| Phủ thừa                     | 2            | Chính lục phẩm |                           |
| Chủ bộ                       | 1            | Tòng thất phẩm | Chiêm sự phủ Chủ bộ thính |
| Lục sự                       | 2            | Chính cửu phẩm |                           |
| Thông sự xá nhân             | 2            | Tòng cửu phẩm  |                           |
| Chiêm sự phủ Tả xuân phường  |              |                |                           |
| Đại học sĩ                   | 1            | Chính ngũ phẩm |                           |
| Tả Thứ sử                    | 1            | Chính ngũ phẩm |                           |
| Tả Dụ đức                    | 1            | Tòng ngũ phẩm  |                           |
| Tả Trung Duẫn                | 2            | Chính lục phẩm |                           |
| Tả Tán thiện                 | 2            | Tòng lục phẩm  |                           |
| Tả ti Trực lang              | 2            | Tòng lục phẩm  |                           |
| Tả thanh Kỷ lang             | 2            | Tòng bát phẩm  |                           |
| Tả ti gián                   | 2            | Tòng cửu phẩm  |                           |
| Chiêm sự phủ Hữu xuân phường |              |                |                           |
| Đại học sĩ                   | 1            | Chính ngũ phẩm |                           |
| Hữu Thứ sử                   | 1            | Chính ngũ phẩm |                           |
| Hữu Dụ đức                   | 1            | Tòng ngũ phẩm  |                           |
| Hữu Trung Duẫn               | 2            | Chính lục phẩm |                           |
| Hữu Tán thiện                | 2            | Tòng lục phẩm  |                           |
| Hữu ti Trực lang             | 2            | Tòng lục phẩm  |                           |
| Hữu thanh Kỷ lang            | 2            | Tòng bát phẩm  |                           |
| Hữu ti gián                  | 2            | Tòng cửu phẩm  |                           |
| Chiêm sự phủ Ti kinh cục     |              |                |                           |
| Tiển mã                      | 1            | Tòng ngũ phẩm  |                           |
| Giáo thư                     | 2            | Chính cửu phẩm |                           |
| Chính tự                     | 2            | Tòng cửu phẩm  |                           |

### Thái y viện
| Danh xưng / Chức vị          | Số lượng    | Phẩm hàm       |
| Thái y viện                  | Thái y viện | Thái y viện    |
| ---------------------------- | ----------- | -------------- |
| Viện sử                      | 1           | Chính ngũ phẩm |
| Viện phán                    | 2           | Chính lục phẩm |
| Ngự y                        | 10          | Chính bát phẩm |
| Thái y viện Sinh dược khố    |             |                |
| Đại sử                       | 1           | Không phẩm hàm |
| Phó sử                       | 1           | Không phẩm hàm |
| Thái y viện Huệ dân dược cục |             |                |
| Đại sử                       | 1           | Không phẩm hàm |
| Phó sử                       | 1           | Không phẩm hàm |

### Nữ quan

#### Thượng cung cục
| Danh xưng / Chức vị | Số lượng | Phẩm hàm        | Ghi chú                                                                                       |
| ------------------- | -------- | --------------- | --------------------------------------------------------------------------------------------- |
| Thượng cung         | 2        | Chính ngũ phẩm  | Chịu tránh nhiệm dẫn đường cho Trung cung. Quản lý việc xuất nạp văn tịch của lục cục.        |
| Tư Kí ty            |          |                 |                                                                                               |
| Tư kí               | 2        | Chính lục phẩm  | Chưởng ấn. Ghi chép sổ sách việc ra vào của các ty, xem xét và đóng dấu rồi cấp               |
| Điển kí             | 2        | Chính thất phẩm |                                                                                               |
| Chưởng kí           | 2        | Chính bát phẩm  |                                                                                               |
| Nữ sử               | 6        |                 | Chưởng chấp văn thư                                                                           |
| Tư Ngôn ty          |          |                 |                                                                                               |
| Tư ngôn             | 2        | Chính lục phẩm  | Chưởng quản việc truyền gọi khải tấu. Truyền chỉ cho các Mệnh phụ khi cần triều hạ Trung cung |
| Điển ngôn           | 2        | Chính thất phẩm |                                                                                               |
| Chưởng ngôn         | 2        | Chính bát phẩm  |                                                                                               |
| Nữ sử               | 4        |                 |                                                                                               |
| Tư Bạc ty           |          |                 |                                                                                               |
| Tư bạc              | 2        | Chính lục phẩm  | Chưởng quản việc ghi danh, danh tịch, ban thưởng của cung nhân.                               |
| Điển bạc            | 2        | Chính thất phẩm |                                                                                               |
| Chưởng bạc          | 2        | Chính bát phẩm  |                                                                                               |
| Nữ sử               | 6        |                 |                                                                                               |
| Tư Vi ty            |          |                 |                                                                                               |
| Tư vi               | 2        | Chính lục phẩm  | Phụ trách việc khóa cài các cổng cung cấm.                                                    |
| Điển vi             | 2        | Chính thất phẩm |                                                                                               |
| Chưởng vi           | 2        | Chính bát phẩm  |                                                                                               |
| Nữ sử               | 4        |                 |                                                                                               |

#### Thượng nghi cục
| Danh xưng / Chức vị | Số lượng | Phẩm hàm        | Ghi chú                                                                                         |
| ------------------- | -------- | --------------- | ----------------------------------------------------------------------------------------------- |
| Thượng nghi         | 2        | Chính ngũ phẩm  | Chưởng quản lễ nghi, quản lý mọi việc trong cuộc sống hằng ngay                                 |
| Đồng sử             | 2        | Chính lục phẩm  | Quản lý thứ tự đồ ăn tiến vua, ghi chép lại việc hầu hạ của hậu phi.                            |
| Tư Tịch ty          |          |                 |                                                                                                 |
| Tư tịch             | 2        | Chính lục phẩm  | Quản lý 4 bộ kinh sách cùng bút viết bàn kỷ.                                                    |
| Điển tịch           | 2        | Chính thất phẩm |                                                                                                 |
| Chưởng tịch         | 2        | Chính bát phẩm  |                                                                                                 |
| Nữ sử               | 10       |                 |                                                                                                 |
| Tư Nhạc ty          |          |                 |                                                                                                 |
| Tư nhạc             | 4        | Chính lục phẩm  | Chịu trách nhiệm hướng dẫn Nhạc kỹ Nhạc nhân luyện chuyện đàn hát và kỹ thuật ca múa đánh trống |
| Điển ngôn           | 4        | Chính thất phẩm |                                                                                                 |
| Chưởng ngôn         | 4        | Chính bát phẩm  |                                                                                                 |
| Nữ sử               | 2        |                 |                                                                                                 |
| Tư Tân ty           |          |                 |                                                                                                 |
| Tư tân              | 2        | Chính lục phẩm  | Chưởng quản việc tiếp đón khách, triều kiến, thiết yến và ban thưởng.                           |
| Điển tân            | 2        | Chính thất phẩm |                                                                                                 |
| Chưởng tân          | 2        | Chính bát phẩm  |                                                                                                 |
| Nữ sử               | 2        |                 |                                                                                                 |
| Tư Tán ty           |          |                 |                                                                                                 |
| Tư tán              | 2        | Chính lục phẩm  | Chưởng quản tiếp đón khách, triều kiến, yến thực, hỗ trợ và dẫn đường cho Đại thần trong triều. |
| Điển tán            | 2        | Chính thất phẩm |                                                                                                 |
| Chưởng tán          | 2        | Chính bát phẩm  |                                                                                                 |
| Nữ sử               | 2        |                 |                                                                                                 |

#### Thượng phục cục
| Danh xưng / Chức vị | Số lượng | Phẩm hàm        | Ghi chú |
| ------------------- | -------- | --------------- | --- |
| Thượng phục         | 2        | Chính ngũ phẩm  | Chưởng quản việc cung cấp số lượng y phục và chế tác thải chương; quản lý các đồ đạc như lễ phục, lễ khí, thang mộc của Hoàng đế |
| Tư Bảo ty           |          |                 | |
| Tư bảo              | 2        | Chính lục phẩm  | Quản lý các vật bảo như ngọc khắc ngự phù cùng họa phẩm                                                                          |
| Điển bảo            | 2        | Chính thất phẩm | |
| Chưởng bảo          | 2        | Chính bát phẩm  | |
| Nữ sử               | 4        |                 | |
| Tư Y ty             |          |                 | |
| Tư y                | 2        | Chính lục phẩm  | Chưởng quản y phục, trang sức |
| Điển y              | 2        | Chính thất phẩm | |
| Chưởng y            | 2        | Chính bát phẩm  | |
| Nữ sử               | 4        |                 | |
| Tư Sức ty           |          |                 | |
| Tư sức              | 2        | Chính lục phẩm  | Chưởng quản khăn lược, cao mộc.                                                                                                  |
| Điển sức            | 2        | Chính thất phẩm | |
| Chưởng sức          | 2        | Chính bát phẩm  | |
| Nữ sử               | 2        |                 | |
| Tư Trượng ty        |          |                 | |
| Tư trượng           | 2        | Chính lục phẩm  | Chưởng quản nghi vệ. |
| Điển trượng         | 2        | Chính thất phẩm | |
| Chưởng trượng       | 2        | Chính bát phẩm  | |
| Nữ sử               | 2        |                 | |

## Trung ương

### Trung thư lệnh
Thời kỳ đầu nhà Minh cũng đặt Trung thư tỉnh với Tả Hữu Thừa tướng đứng đầu. Năm Hồng Vũ thứ 13 (1380), Minh Thái Tổ bãi bỏ Trung thư tỉnh, phế chức vụ Thừa tướng, mọi công việc triều chính do Hoàng đế tự quyết. Chế độ Tể tướng bị bãi bỏ từ đây. Sau, Hoàng đế do nhiều công việc nên đặt ra chức vụ Nội các đại học sĩ (内阁大学士) hàm Chính ngũ phẩm, đảm nhận công việc văn thư. Sau do chức vụ này trở nên quan trọng, thành ra Đại học sĩ có thể coi như là đảm nhận công việc của Tể tướng, xưng là Phụ thần (辅臣), làm việc tại Thủ phụ (首辅). 
| Danh xưng / Chức vị  | Số lượng | Phẩm hàm        | Thuộc                 | Ghi chú                          |
| -------------------- | -------- | --------------- | --------------------- | -------------------------------- |
| Tả Thừa tướng        | 1        | Chính nhất phẩm | Trung thư tỉnh        | Năm Hồng Vũ thứ 13 (1380) hủy bỏ |
| Hữu Thừa tướng       | 1        | Chính nhất phẩm | Trung thư tỉnh        | Năm Hồng Vũ thứ 13 (1380) hủy bỏ |
| Bình chương chính sự | 1        | Tòng nhất phẩm  | Trung thư tỉnh        | Năm Hồng Vũ thứ 13 (1380) hủy bỏ |
| Tả thừa              | 1        | Chính nhị phẩm  | Trung thư tỉnh        | Năm Hồng Vũ thứ 13 (1380) hủy bỏ |
| Hữu thừa             | 1        | Chính nhị phẩm  | Trung thư tỉnh        | Năm Hồng Vũ thứ 13 (1380) hủy bỏ |
| Tham tri chính sự    | 1        | Tòng nhị phẩm   | Trung thư tỉnh        | Năm Hồng Vũ thứ 9 (1376) hủy bỏ  |
| Lang trung           | 1        | Chính ngũ phẩm  | Trung thư tỉnh Tả ty  | Năm Hồng Vũ thứ 13 (1380) hủy bỏ |
| Lang trung           | 1        | Chính ngũ phẩm  | Trung thư tỉnh Hữu ty | Năm Hồng Vũ thứ 13 (1380) hủy bỏ |
| Viên ngoại lang      | 1        | Chính lục phẩm  | Trung thư tỉnh        | Năm Hồng Vũ thứ 13 (1380) hủy bỏ |
| Đô sự                | 1        | Chính thất phẩm | Trung thư tỉnh        | Năm Hồng Vũ thứ 13 (1380) hủy bỏ |
| Kiểm giáo            | 1        | Chính thất phẩm | Trung thư tỉnh        | Năm Hồng Vũ thứ 2 (1369) hủy bỏ  |
| Chiếu ma             | 1        | Tòng thất phẩm  | Trung thư tỉnh        | Năm Hồng Vũ thứ 2 (1369) hủy bỏ  |
| Quản câu             | 1        | Tòng thất phẩm  | Trung thư tỉnh        | Năm Hồng Vũ thứ 13 (1380) hủy bỏ |
|                      |          |                 |                       |                                  |

### Nội các
Nội các ban đầu là chỉ cơ cấu tư vấn của hoàng đế, về sau trở thành cơ cấu quyết sách tối cao trên thực tế của triều Minh, địa vị thủ phụ có khi sánh với tể tướng, có quyền "phiếu nghĩ". Chu Nguyên Chương sau khi phế bỏ chế độ trung thư tỉnh và thừa tướng, đích thân xử lý chính vụ, có khi bị kiệt sức, do vậy thiết lập chế độ tứ phụ để phụ tá chính sự, song không hiệu quả, đến năm Hồng Vũ thứ mười bảy (1384) thì bãi bỏ. Sau đó, Chu Nguyên Chương mời một số vị hàn lâm học sĩ giúp phụ tá, các quan chức hàn lâm học sĩ này phỏng theo chế độ cũ học sĩ quán các Đường – Tống, được cho là "Mỗ mỗ điện (các) đại học sĩ", bậc quan chỉ có chính ngũ phẩm. Đây chính là cơ cấu nội các

### Lục bộ
Hình, Công, Hộ, Binh, Lại, Lễ bao gồm 1 Thượng thư với hàm chánh nhị phẩm, sau Thị lang gồm hai người với hàm chánh tam phẩm. Dưới nữa là Lang trung hàm chánh ngũ phẩm và Viên ngoại lang hàm tòng ngũ phẩm, Chủ sự chính lục phẩm. Ngoài ra, một số bộ còn có Kiểm hiệu, Trưởng sứ, Phó sứ

### Ngoại tam giám
Ngoại tam giám bao gồm Quốc tử giám, Khâm thiên giám, Thượng lâm uyển giám. Khâm thiên giám phụ trách quan trắc chiêm tinh. Quốc tử giám là cơ cấu giáo dục chính thức tối cao, cũng là cơ cấu lãnh đạo quan học toàn quốc, có một tế tửu hàm chính tứ phẩm, một ty nghiệp hàm chính ngũ phẩm, một người giám thừa, năm đại phu, 15 trợ giáo, 10 học chính, 7 học lục, 1 điển bộ, 1 điển tịch, 2 điển soạn. Thượng lâm uyển giám phụ trách quản lý ngự hoa viên, bãi chăn thả và vườn rau của hoàng đế. 

### Nhị thập tứ nha môn
Nội thập nhị giám là sở quan của hoạn quan, bao gồm ti lễ, nội cung, ngự dụng, ty thiết, ngự mã, thần cung, thượng thiện, thượng bảo, ấn thụ, trực điện, thượng y và đô tri, trong đó ti lễ giám là quan trọng nhất. Thái giám cầm bút viết văn trong thời kỳ hoạn quan chuyên quyền cực đoan còn thay thế hoàng đế phê chuẩn công văn. Ngoài ra, trong cung còn thiết lập 4 ty (tích tân, chung cổ, bảo sao, hỗn đường), 8 cục (binh trượng, ngân tác, hoán y, cân mạo, châm công, nội chức nhiễm, tửu thố diện, ti uyển), hợp thành 24 nha môn nội quan

### Đô sát viện
Tả Hữu Đô ngự sử (tức là Trưởng quan Đô sát viện):không hạn định; hàm Chính nhị phẩm. 
Tả Hữu phó Đô ngự sử:không hạn định; hàm Chính tam phẩm. 
Tả hữu Thiêm đô ngự sử:không hạn định; hàm Chính tứ phẩm. 
Kinh lịch:1 người;hàm Chính lục phẩm
Đô sự:1 người;hàm Chính thất phẩm
Tư vụ:1 người;hàm Chính cửu phẩm
Giám sát ngự sử:1 người;hàm Chính thất phẩm

### Ngũ tự
Gồm 5 tự là Đại lý tự, Thái thường tự, Quang lộc tự, Thái bộc tự và Hồng lô tự. Mỗi tự đều đặt 1 Tự khanh đứng đầu, hàm Chính tam phẩm. Phó là từ 1 tới 2 Tự thiếu khanh hàm chính tứ phẩm và các quan Tự thừa, Giám thừa, Bình sự (Đại lý tự), Hiệp luật lang (Thái thường tự), Chủ bộ giúp việc. 

### Hàn lâm viện
Hàn lâm học sĩ:1 người; hàm Chính ngũ phẩm
Thị độc học sĩ:2 người; hàm Tòng ngũ phẩm
Thị giảng học sĩ:2 người; hàm Tòng ngũ phẩm
Thị độc:2 người; hàm Chính lục phẩm
Thị giảng:2 người; hàm Chính lục phẩm
Ngũ kinh bác sĩ:9 người;hàm Chính bát phẩm
Điển tịch
Khổng mục
Biên tu

### Vương phủ trưởng sứ ty
Tả hữu trưởng sứ:1 người; hàm Chính ngũ phẩm
Điển bộ:1 người; hàm Chính cửu phẩm
Thẩm lý chính:1 người; hàm Chính lục phẩm
Thẩm lý phó:1 người;hàm Chính thất phẩm
Điển thiện chính:1 người; hàm Chính bát phẩm
Điển thiện phó:1 người;hàm Tòng bát phẩm
Phụng từ chính:1 người; hàm Chính bát phẩm
Phụng từ phó:1 người;hàm Tòng bát phẩm
Điển nhạc:1 người;hàm Chính cửu phẩm
Điển bảo chính:1 người; hàm Chính bát phẩm
Điển bảo phó:1 người;hàm Tòng bát phẩm
Kỷ thiện:2 người;hàm Chính lục phẩm
Lương y chính:1 người; hàm Chính bát phẩm
Lương y phó:1 người;hàm Tòng bát phẩm
Điển nghi chính:1 người; hàm Chính cửu phẩm
Điển nghi phó:1 người;hàm Tòng cửu phẩm
Công chính:1 người;hàm Chính bát phẩm
Công phó:1 người;hàm Tòng bát phẩm. Sau phế bỏ
Bạn độc:1 người; hàm Tòng cửu phẩm
Giáo dụ:vô hạn định;hàm Tòng cửu phẩm
Dẫn lễ xả:2 người;Vô nhập lưu
Thương đại sứ:1 người;Vô nhập lưu
Thương phó đại sứ:1 người;Vô nhập lưu. Sau phế bỏ
Khố đại sứ:1 người;Vô nhập lưu
Khố phó đại sứ:1 người;Vô nhập lưu. Sau phế bỏ

### Thượng bảo ty
Khanh: 1 người; hàm Chính ngũ phẩm
Thiếu khanh: 1 người; hàm Tòng ngũ phẩm
Ty thừa: 3 người; hàm Chính lục phẩm

### Ngũ thành binh mã chỉ huy sứ
Chỉ huy: 1 người/nơi; hàm Chính lục phẩm
Phó chỉ huy: 1 người/nơi; hàm Tòng lục phẩm
Lại mục: 1 người/nơi;Vô nhập lưu

### Thuận thiên phủ và Ứng Thiên Phủ
Phủ doãn: 1 người; hàm Chính tam phẩm
Phủ thừa: 1 người; hàm Chính tứ phẩm
Trị trung: 1 người; hàm Chính ngũ phẩm
Thiếu doãn: 1 người; hàm Chính lục phẩm
Thông phán:3 người; hàm Chính lục phẩm
Thôi quan: 1 người; hàm Tòng lục phẩm
Nho học giáo dụ: 1 người; hàm Tòng cửu phẩm
Huấn đạo: 1 người; Vô nhập lưu
Kinh lịch: 1 người; hàm Tòng thất phẩm
Tri sự: 1 người; hàm Tòng bát phẩm

## Địa phương

### Thừa tuyên bố chính sứ ty
Bố chính sứ: 1 người; hàm Tòng tam phẩm
Tả Hữu Tham chính: 1 người; Chính tứ phẩm
Tả, Hữu Tham nghị: hàm Tòng tứ phẩm
Kinh lịch: 1 người; hàm Tòng lục phẩm
Đô sự: 1 người; hàm Tòng thất phẩm
Kiểm hiệu: 1 người; hàm Chính cửu phẩm
Đại sứ: 2 người; hàm Tòng cửu phẩm
Phó sứ: 2 người;vô nhập lưu

### Đề hình án sát sứ ty
Án sát sứ:1 người; hàm Chính tứ phẩm
Án sát phó sứ:1 người; hàm tòng tứ phẩm
Thiêm sự:vô hạn định; hàm Chính ngũ phẩm
Kinh lịch:1 người;hàm Chính thất phẩm
Tri sự:1 người;hàm Chính bát phẩm
Chiếu ma:1 người;hàm Chính cửu phẩm
Kiểm hiệu:1 người;hàm Tòng cửu phẩm
Ty ngục:1 người;hàm Tòng cửu phẩm

### Cấp phủ
Tri phủ:1 người; hàm Chính ngũ phẩm
Tri phủ Đồng tri:vô hạn định; hàm Tòng ngũ phẩm
Thông phán:vô hạn định; hàm Chính lục phẩm
Thôi quan: hàm Chính thất phẩm
Tri sự:1 người; hàm Chính cửu phẩm
Kiểm hiệu:1 người;Vô nhập lưu
Ty ngục:1 người;Vô nhập lưu

### Cấp châu
Tri châu:1 người; hàm Tòng ngũ phẩm
Tri châu Đồng tri:vô hạn định; hàm Tòng lục phẩm
Phán quan:vô hạn định; hàm Tòng thất phẩm
Lại mục:1 người; Vô nhập lưu

### Cấp Huyện
Tri huyện:1 người; hàm Chính thất phẩm
Huyện thừa:1 người; hàm Chính bát phẩm
Chủ bộ:1 người; hàm Chính cửu phẩm
Điển sứ:1 người; hàm Tòng cửu phẩm

### Tuần kiểm ty
Tuần kiểm:1 người, hàm Chính cửu phẩm
Tuần kiểm phó:1 người, hàm tòng cửu phẩm

## Ngũ quân Đô đốc phủ
Năm Hồng Vũ 13 (1380), triều đình đổi Đại đô đốc phủ làm Trung, Tả, Hữu, Tiền, Hậu ngũ quân đô đốc phủ, thống lĩnh quân đội toàn quốc
Tả Hữu Đô đốc: 1 người; hàm Chính nhất phẩm
Đô đốc đồng tri:Vô hạn định; hàm Tòng nhất phẩm
Đô đốc thiêm sự:Vô hạn định; hàm Chính nhị phẩm
Kinh lịch
Đô sự

### Đô chỉ huy sứ ty
Đô chỉ huy sứ: 1 người; hàm Chính nhị phẩm
Đô chỉ huy sứ đồng tri: 2 người; hàm Tòng nhị phẩm
Đô chỉ huy sứ thiêm sự: 4 người; hàm Chính tam phẩm
Kinh lịch: 1 người; hàm Chính lục phẩm
Đô sự: 1 người; hàm Chính thất phẩm
Đoạn sự: 1 người; hàm Chính lục phẩm
Phó đoạn sự: 1 người; hàm Chính thất phẩm
Lại mục: 1 người; Vô nhập lưu
Ty ngục: 1 người; hàm Tòng cửu phẩm

### Kinh vệ chỉ huy sứ ty
Chỉ huy sứ: 1 người; hàm Chính tam phẩm
Chỉ huy sứ đồng tri: 2 người; hàm Tòng tam phẩm
Đô chỉ huy sứ thiêm sự: 4 người; hàm Chính tứ phẩm
Trấn phủ: 1 người; hàm Chính ngũ phẩm
Kinh lịch: 1 người; hàm Chính thất phẩm
Tri sự: 1 người; hàm Chính cửu phẩm
Thương sứ: 1 người;vô nhập lưu
Thương phó sứ:1 người;vô nhập lưu

## Xưởng vệ
Xem thêm:Xưởng vệ
Xưởng vệ bao gồm bốn cơ quan giám sát là Cẩm y vệ được thành lập dưới thời Minh Thái Tổ, Đông xưởng (còn được gọi là Đông hán) được thành lập dưới thời Minh Thành Tổ, Tây xưởng được thành lập dưới thời Minh Hiến Tông và Nội hành xưởng được thành lập dưới thời Minh Vũ Tông. Ngoại trừ Cẩm y vệ do một vị quan quản lý, ba Xưởng đều do hoàng đế trực tiếp điều hành với sự cố vấn của các hoạn quan. 

### Cẩm y vệ
1 Chỉ huy sứ:Chính Tam phẩm
2 Chỉ huy đồng tri-Tòng tam phẩm
2 Chỉ huy thiêm sự-Chính tứ phẩm
14 Thiên hộ-Chính ngũ phẩm
Phó Thiên hộ- Tòng ngũ phẩm
Bá hộ - Chính lục phẩm
Thí Bá hộ- Tòng lục phẩm
Tổng kỳ- chính thất phẩm
Tiểu kỳ-Tòng thất phẩm
Lực sĩ, Hiệu uý-Cẩm y phổ thông

### Đông tập sự xưởng
Đông xưởng quan giáo biện sự thái giám
Chưởng hình thiên hộ
Lý hình bá hộ
Chưởng ban
Lĩnh ban

## Tản giai, huân giai

### Tản quan văn
- Chính nhất phẩm hàm Đặc tiến Vinh lộc Đại phu, Đặc tiến Quang lộc Đại phu
- Tòng nhất phẩm hàm Vinh lộc Đại phu, Quang lộc Đại phu
- Chính nhị phẩm hàm Tư đức Đại phu, Tư chính Đại phu, Tư thiện Đại phu
- Tòng nhị phẩm hàm Chính phụng Đại phu, Thông phụng Đại phu, Trung phụng Đại phu
- Chính tam phẩm hàm Chính nghị Đại phu, Thông chương Đại phu, Gia chương Đại phu
- Tòng tam phẩm hàm Đại trung Đại phu, Trung Đại phu, Á trung Đại phu
- Chính tứ phẩm hàm Trung nghị Đại phu, Trung hiến Đại phu, Trung thuận Đại phu
- Tòng tứ phẩm hàm Triều thỉnh Đại phu, Triều nghị Đại phu, Triều liệt Đại phu
- Chính ngũ phẩm hàm Phụng chính Đại phu, Phụng nghị Đại phu
- Tòng ngũ phẩm hàm Phụng trực Đại phu, Phụng huấn Đại phu
- Chính lục phẩm hàm Thừa đức Lang, Thừa trực Lang
- Tòng lục phẩm hàm Nho lâm Lang (Tuyên đức Lang), Thừa vụ Lang
- Chính thất phẩm hàm Văn lâm Lang (Tuyên nghị Lang), Thừa sự Lang
- Tòng thất phẩm hàm Chỉnh sĩ Lang, Thung sĩ Lang
- Chính bát phẩm hàm Tu chức Lang, Địch công Lang
- Tòng bát phẩm hàm Tu chức Tá lang, Địch công Tá lang
- Chính cửu phẩm hàm Tướng sĩ Lang, Đăng sự Lang
- Tòng cửu phẩm hàm Tướng sĩ Tá lang, Đăng sĩ Tá lang

### Tản quan võ
- Chính nhất phẩm hàm Đặc tiến Vinh lộc Đại phu, Đặc tiến Quang lộc Đại phu
- Tòng nhất phẩm hàm Vinh lộc Đại phu, Quang lộc Đại phu
- Chính nhị phẩm hàm Long hổ Tướng quân, Kim ngô Tướng quân
- Tòng nhị phẩm hàm Phụng quốc Tướng quân, Định quốc Tướng quân, Trấn quốc Tướng quân
- Chính tam phẩm hàm Chiêu vũ Tướng quân, Chiêu nghị Tướng quân, Chiêu dũng Tướng quân
- Tòng tam phẩm hàm An viễn Tướng quân, An định Tướng quân, An viễn Tướng quân
- Chính tứ phẩm hàm Quảng uy Tướng quân, Tuyên uy Tướng quân, Minh uy Tướng quân
- Tòng tứ phẩm hàm Tín võ Tướng quân, Tuyên võ Tướng quân, Hiển võ Tướng quân
- Chính ngũ phẩm hàm Võ tiết Tướng quân, Võ đức Tướng quân
- Tòng ngũ phẩm hàm Võ nghị Tướng quân, Võ lực Tướng quân
- Chính lục phẩm hàm Chiêu tín Hiệu úy, Thừa tín Hiệu úy
- Tòng lục phẩm hàm Trung vũ Hiệu úy, Trung hiển Hiệu úy
- Chính thất phẩm đến Tòng cửu phẩm không có

### Huân quan văn
- Chính nhất phẩm hàm Tả hữu Trụ quốc
- Tòng nhất phẩm hàm Trụ quốc
- Chính nhị phẩm hàm Chính trị Thượng khanh
- Tòng nhị phẩm hàm Chính trị Khanh
- Chính tam phẩm hàm Tư trị Doãn
- Tòng tam phẩm hàm Tư trị Thiếu doãn
- Chính tứ phẩm hàm Tán trị Doãn
- Tòng tứ phẩm hàm Tán trị Thiếu doãn
- Chính ngũ phẩm hàm Tu chính thứ doãn
- Tòng ngũ phẩm hàm Hiệp chính thứ doãn
- Chính lục phẩm đến Tòng cửu phẩm không có

### Huân quan võ
- Chính nhất phẩm hàm Tả hữu Trụ quốc
- Tòng nhất phẩm hàm Trụ quốc
- Chính nhị phẩm hàm Thượng hộ quân
- Tòng nhị phẩm hàm Hộ quân
- Chính tam phẩm hàm Thượng kinh xa đô đốc
- Tòng tam phẩm hàm Khinh xa đô đốc
- Chính tứ phẩm hàm Thượng kị đô đốc
- Tòng tứ phẩm hàm Kị đô đốc
- Chính ngũ phẩm hàm Kiêu kỵ úy
- Tòng ngũ phẩm hàm Phi Kỵ úy
- Chính lục phẩm hàm Vân Kỵ úy
- Tòng lục phẩm hàm Võ Kỵ úy
- Chính thất phẩm đến Tòng cửu phẩm không có

## Chế độ lương bổng của quan chức

### Năm Hồng Vũ thứ 4 (Năm 1371)
- Chánh Nhất phẩm: 900 thạch
- Tòng Nhất phẩm:750 thạch
- Chánh Nhị phẩm: 600 thạch
- Tòng Nhị phẩm: 500 thạch
- Chánh Tam phẩm: 400 thạch
- Tòng Tam phẩm: 300 thạch
- Chánh Tứ phẩm: 270 thạch
- Tòng Tứ phẩm:240 thạch
- Chánh Ngũ phẩm: 180 thạch
- Tòng Ngũ phẩm: 160 thạch
- Chánh Lục phẩm:100 thạch
- Tòng Lục phẩm:90 thạch
- Chánh Thất phẩm: 80 thạch
- Tòng Thất phẩm: 75 thạch
- Chánh Bát phẩm:70 thạch
- Tòng Bát phẩm:65 thạch
- Chánh Cửu phẩm: 60 thạch
- Tòng Cửu phẩm: 50 thạch

### Năm Hồng Vũ thứ 13 (Năm 1380)
- Chánh Nhất phẩm: 1000 thạch
- Tòng Nhất phẩm:900 thạch
- Chánh Nhị phẩm:800 thạch
- Tòng Nhị phẩm:700 thạch
- Chánh Tam phẩm:600 thạch
- Tòng Tam phẩm:500 thạch
- Chánh Tứ phẩm:400 thạch
- Tòng Tứ phẩm:300 thạch
- Chánh Ngũ phẩm:220 thạch
- Tòng Ngũ phẩm: 170 thạch
- Chánh Lục phẩm:120 thạch
- Tòng Lục phẩm:100 thạch
- Chánh Thất phẩm: 80 thạch
- Tòng Thất phẩm: 75 thạch
- Chánh Bát phẩm:70 thạch
- Tòng Bát phẩm:65 thạch
- Chánh Cửu phẩm: 60 thạch
- Tòng Cửu phẩm: 50 thạch